# Kraj Celinny
Kraj Celinny (kaz. Тың өлкесі; ros. Целинный край) – dawny kraj, historyczna jednostka najwyższego rzędu w Kazachskiej Socjalistycznej Republice Radzieckiej, funkcjonująca w latach 1960–1965.
Kraj Celinny utworzono 26 grudnia 1960 w ramach radzieckiej kampanii zagospodarowania nieużytków, tak zwanej celiny (stepowych ugorów).
W jego skład weszły obwody: kokczetawski, kustanajski, pawłodarski i północnokazachstański. Obwód akmoliński wstępnie zniesiono i poddano bezpośrednio administracji centralnej, lecz przywrócono go już 24 kwietnia 1961 pod nazwą obwód celinogradzki, z siedzibą w Celinogradzie (do 20 marca 1961 jako Akmolińsk). Tam też ustanowiono siedzibę Kraju Celinnego. Innymi większymi miastami były: Kokczetaw, Kustanaj, Pawłodar i Petropawłowsk.
W rok po odwołaniu Nikity Chruszczowa, 19 października 1965, Kraj Celinny rozwiązano.

## Źródła
- A. G. Vinogradov (2015). Население России и СССР с древнейших времен до наших дней: Демография.
- Celinny Kraj w Geoman (z mapą)